# Спинной мозг
Спинно́й мозг (лат. medulla spinalis) — орган центральной нервной системы позвоночных, расположенный в позвоночном канале. Принято считать, что граница между спинным и головным мозгом проходит на уровне перекреста пирамидных волокон (хотя эта граница весьма условна) или на уровне затылочного отверстия затылочной кости. Внутри спинного мозга имеется полость, называемая центральным каналом (лат. canalis centralis) который заполнен спинномозговой жидкостью. Спинной мозг защищён мягкой, паутинной и твёрдой мозговой оболочкой. Пространства между оболочками и спинномозговым каналом заполнены спинномозговой жидкостью. Твёрдая мозговая оболочка состоит из висцерального и париетального отдела. Пространство между висцеральной и париетальной твёрдыми мозговыми оболочками называется эпидуральным пространством и заполнено жировой тканью и венозной сетью.

## Анатомия спинного мозга человека

### Внешнее строение
Спинной мозг (лат. medulla spinalis) имеет явную сегментарную организацию. Он обеспечивает связи головного мозга с периферией и осуществляет сегментарную рефлекторную деятельность.
Залегает спинной мозг в позвоночном канале от верхнего края I шейного позвонка до I или верхнего края II поясничного позвонка, повторяя направление кривизны соответствующих частей позвоночного столба. У плода в возрасте 3 месяцев он оканчивается на уровне V поясничного позвонка, у новорождённого — на уровне III поясничного позвонка.
Спинной мозг без резкой границы переходит в продолговатый мозг у места выхода первого шейного спинномозгового нерва. Скелетотопически эта граница проходит на уровне между нижним краем большого затылочного отверстия и верхним краем I шейного позвонка.
Внизу спинной мозг переходит в коническое заострение (лат. conus medullaris), продолжающееся в концевую (спинномозговую) нить (лат. filum terminale (spinale) ), которая имеет поперечник до 1 мм и является редуцированной частью нижнего отдела спинного мозга. Концевая нить (за исключением её верхних участков, где есть элементы нервной ткани) представляет собой соединительнотканное образование. Вместе с твёрдой мозговой оболочкой она проникает в крестцовый канал и прикрепляется у его конца. Та часть концевой нити, которая располагается в полости твёрдой мозговой оболочки и не сращена с ней, называется внутренней концевой нитью (лат. filum terminale internum), остальная её часть, сращённая с твёрдой мозговой оболочкой, — это наружная концевая нить (лат. filum terminale externum). Концевая нить сопровождается передними спинномозговыми артериями и венами, а также одним или двумя корешками копчиковых нервов.
Спинной мозг не занимает целиком полость позвоночного канала: между стенками канала и мозгом остаётся пространство, заполненное жировой тканью, кровеносными сосудами, оболочками мозга и спинномозговой жидкостью.
Длина спинного мозга у взрослого колеблется от 40 до 45 см, ширина — от 1,0 до 1,5 см, а масса равна в среднем 35 г.
Различают 3 поверхности спинного мозга:
- несколько уплощённую переднюю;
- немного выпуклую заднюю;
- две почти округлые боковые, переходящие в переднюю и заднюю[2].

Спинной мозг не на всём протяжении имеет одинаковый диаметр. Его толщина несколько увеличивается снизу вверх. Наибольший размер в поперечнике отмечается в двух веретенообразных утолщениях: в верхнем отделе — это шейное утолщение (лат. intumescentia cervicalis), соответствующее выходу спинномозговых нервов, идущих к верхним конечностям, и в нижнем отделе — это пояснично-крестцовое утолщение (лат. intumescentia lumbosacralis), — место выхода нервов к нижним конечностям. В области шейного утолщения поперечный размер спинного мозга достигает 1,3—1,5 см, в середине грудной части — 1 см, в области пояснично-крестцового утолщения — 1,2 см; переднезадний размер в области утолщений достигает 0,9 см, в грудной части — 0,8 см.
Шейное утолщение начинается на уровне III—IV шейного позвонка, доходит до II грудного, достигая наибольшей ширины на уровне V—VI шейного позвонка. Пояснично-крестцовое утолщение простирается от уровня IX—X грудного позвонка до I поясничного, наибольшая ширина его соответствует уровню XII грудного позвонка (на высоте 3-го поясничного спинномозгового нерва).
Форма поперечных срезов спинного мозга на разных уровнях различна: в верхней части срез имеет форму овала, в средней части округлый, а в нижней приближается к квадратной.
На передней поверхности спинного мозга, по всей его длине, залегает передняя срединная щель (лат. fissura mediana anterior), в которую впячивается складка мягкой мозговой оболочки — промежуточная шейная перегородка (лат. septum cervicale intermedium). Эта щель менее глубокая у верхнего и нижнего концов спинного мозга и наиболее выражена в средних его отделах.
На задней поверхности мозга имеется очень узкая задняя срединная борозда (лат. sulcus medianus posterior), в которую проникает пластинка глиозной ткани — задняя срединная перегородка (лат. septum medianum dorsale). Щель и борозда делят спинной мозг на две половины — правую и левую. Обе половины соединены узким мостиком мозговой ткани, в середине которой располагается центральный канал (лат. canalis centralis) спинного мозга.
На боковой поверхности каждой половины спинного мозга находятся две неглубокие борозды. Переднелатеральная борозда (лат. sulcus ventrolateralis), расположенная кнаружи от передней срединной щели, более отдалённая от неё в верхней и средней частях спинного мозга, чем в нижней его части. Заднелатеральная борозда (лат. sulcus dorsolateralis), лежит кнаружи от задней срединной борозды. Обе борозды идут по всей длине спинного мозга.
В шейном и отчасти в верхнем грудном отделах, между задней срединной и заднелатеральной бороздами, проходит нерезко выраженная задняя промежуточная борозда (лат. sulcus intermedius dorsalis).
У плода и новорождённого иногда встречается довольно глубокая передняя промежуточная борозда, которая, следуя по передней поверхности верхних отделов шейной части спинного мозга, располагается между передней срединной щелью и переднелатеральной бороздой.
Характерной особенностью спинного мозга является его сегментарность и правильная периодичность выхода спинномозговых нервов. 
Спинной мозг делят на 5 частей: шейную (лат. pars cervicalis), грудную (лат. pars thoracicalis), поясничную (лат. pars lumbalis), крестцовую (лат. pars sacralis) и копчиковую части (лат. pars coccygea). При этом отнесение сегмента спинного мозга к той или иной части зависит не от реального его расположения, а от того в каком отделе выходящие из него нервы покидают позвоночный канал. Шейную часть составляют 8 сегментов, грудную — 12, поясничную — 5, крестцовую — 5, копчиковую — от 1 до 3. Итого — 31—33 сегмента.

### Корешки спинного мозга
Из переднелатеральной борозды или вблизи неё выходят передние корешковые нити (лат. fila radicularia), представляющие собой аксоны нервных клеток. Передние корешковые нити образуют передний (двигательный) корешок (лат. radix ventralis). Передние корешки содержат центробежные эфферентные волокна, проводящие двигательные импульсы на периферию тела: к поперечно-полосатым и гладким мышцам, железам и др.
В заднелатеральную борозду входят задние корешковые нити, состоящие из отростков клеток, залегающих в спинномозговом узле. Задние корешковые нити образуют задний корешок (лат. radix dorsalis). Задние корешки содержат афферентные (центростремительные) нервные волокна, проводящие чувствительные импульсы от периферии, то есть от всех тканей и органов тела, в ЦНС. На каждом заднем корешке расположен спинномозговой узел (лат. ganglion spinale).
В боковых рогах находятся висцеральные моторные и чувствительные центры. Аксоны этих клеток проходят через передний рог спинного мозга и выходят из спинного мозга в составе передних корешков.
Направление корешков неодинаково: в шейном отделе они отходят почти горизонтально, в грудном — направляются косо вниз, в пояснично-крестцовом отделе следуют прямо вниз.
Передний и задний корешки одного уровня и одной стороны тотчас снаружи от спинномозгового узла соединяются, образуя спинномозговой нерв (лат. n. spinalis), который является, таким образом, смешанным. Каждая пара спинномозговых нервов (правый и левый) соответствует определённому участку — сегменту — спинного мозга.
Следовательно, в спинном мозге насчитывается такое количество сегментов, сколько пар спинномозговых нервов.

### Белое и серое вещество
На поперечных срезах спинного мозга видно расположение белого и серого вещества. Серое вещество занимает центральную часть и имеет форму бабочки с расправленными крыльями или буквы Н. Белое вещество располагается вокруг серого, на периферии спинного мозга.
Соотношение серого и белого вещества в разных частях спинного мозга различно. В шейной части, особенно на уровне шейного утолщения, серого вещества значительно больше, чем в средних участках грудной части, где количество белого вещества намного (примерно в 10—12 раз) превышает массу серого вещества. В поясничной области, особенно на уровне поясничного утолщения, серого вещества больше, чем белого. По направлению к крестцовой части количество серого вещества уменьшается, но в ещё большей степени уменьшается количество белого. В области мозгового конуса почти вся поверхность поперечного среза выполнена серым веществом, и только по периферии располагается узкий слой белого.

#### Белое вещество
Белое вещество (лат. substantia alba) представляет собой сложную систему различной протяжённости и толщины миелиновых и отчасти безмиелиновых нервных волокон и опорной нервной ткани — нейроглии, а также кровеносных сосудов, окружённых незначительным количеством соединительной ткани. Нервные волокна в белом веществе собраны в пучки.
Белое вещество одной половины спинного мозга связано с белым веществом другой половины очень тонкой, поперечно идущей впереди центрального канала белой спайкой (лат. commissura alba).
Борозды спинного мозга, за исключением задней промежуточной борозды, разграничивают белое вещество каждой половины на три канатика спинного мозга (лат. funiculi medullae spinalis). Различают:
- передний канатик (лат. funiculus ventralis) — часть белого вещества, ограниченная передней срединной щелью и переднелатеральной бороздой, или линией выхода передних корешков спинномозговых нервов;
- боковой канатик (лат. funiculus lateralis) — между переднелатеральной и заднелатеральной бороздами;
- задний канатик (лат. funiculus dorsalis) — между заднелатеральной и задней срединной бороздами[3].

В верхней половине грудной части и в шейной части спинного мозга задняя промежуточная борозда делит задний канатик на два пучка: более тонкий, лежащий внутри медиальный, так называемый тонкий пучок (лат. fasciculus gracilis), и более мощный латеральный клиновидный пучок (лат. fasciculus cuneatus). Ниже клиновидный пучок отсутствует. Канатики спинного мозга продолжаются и в начальный отдел головного — продолговатый мозг.
В составе белого вещества спинного мозга проходят проекционные, составляющие афферентные и эфферентные проводящие пути, а также ассоциативные волокна. Последние осуществляют связи между сегментами спинного мозга и образуют передние, боковые и задние собственные пучки (лат. fasciculi proprii ventrales, laterales et dorsales), которые прилегают к серому веществу спинного мозга, окружая его со всех сторон. К этим пучкам относятся:
- дорсолатеральный путь (лат. tractus dorsolateralis) — небольшой пучок волокон, расположенный между вершиной заднего серого столба и поверхностью спинного мозга в непосредственной близости к заднему корешку;
- перегородочно-краевой пучок (лат. fasciculus septomarginalis) — тонкий пучок нисходящих волокон, вплотную прилежащий к задней срединной щели, прослеживается лишь в нижних грудных и поясничных сегментах спинного мозга;
- межпучковый пучок (лат. fasciculus interfascicularis) — образован нисходящими волокнами, расположенными в медиальной части клиновидного пучка, прослеживается в шейных и верхних грудных сегментах[3].

#### Серое вещество
Серое вещество спинного мозга (лат. substantia grisea) состоит главным образом из тел нервных клеток с их отростками, не имеющими миелиновой оболочки. В нём различают две боковые части, расположенные в обеих половинах спинного мозга, и поперечную часть, соединяющую их в виде узкого мостика, — центральное промежуточное вещество (лат. substantia intermedia centralis). Оно продолжается в боковые части, занимая их середину, как латеральное промежуточное вещество (лат. substantia intermedia lateralis).
В срединных отделах центрального промежуточного вещества располагается очень узкая полость — центральный канал (лат. canalis centralis). Он тянется на протяжении всего спинного мозга, переходя вверху в полость IV желудочка. Внизу, в области мозгового конуса, центральный канал расширен и его диаметр достигает в среднем 1 мм; этот участок центрального канала получил название концевого желудочка (лат. ventriculus terminalis).

## Гистология
Спинной мозг состоит из двух симметричных половин, отграниченных друг от друга спереди глубокой срединной щелью, а сзади — соединительнотканной перегородкой. На свежих препаратах спинного мозга невооружённым взглядом видно, что его вещество неоднородно. Внутренняя часть органа темнее — это его серое вещество (лат. substantia grisea). На периферии спинного мозга располагается более светлое белое вещество (лат. substantia alba). Серое вещество на поперечном сечении мозга представлено в виде буквы «Н» или бабочки. Выступы серого вещества принято называть рогами. Различают передние, или вентральные, задние, или дорсальные, и боковые, или латеральные, рога.
На протяжении спинного мозга меняется отношение серого и белого вещества. Серое вещество представлено наименьшим количеством клеток в грудном отделе. Наибольшим — в поясничном.

### Серое вещество
Серое вещество спинного мозга состоит из тел нейронов, безмиелиновых и тонких миелиновых волокон и нейроглии. Основной составной частью серого вещества, отличающей его от белого, являются мультиполярные нейроны.
Клетки, сходные по размерам, тонкому строению и функциональному значению, лежат в сером веществе группами, которые называются ядрами. Среди нейронов спинного мозга можно выделить следующие виды клеток:
- корешковые клетки (лат. neurocytus radiculatus), аксоны которых покидают спинной мозг в составе его передних корешков;
- внутренние клетки (лат. neurocytus internus), отростки которых заканчиваются синапсами в пределах серого вещества спинного мозга;
- пучковые клетки (лат. neurocytus funicularis), аксоны которых проходят в белом веществе обособленными пучками волокон, несущими нервные импульсы от определённых ядер спинного мозга в его другие сегменты или в соответствующие отделы головного мозга, образуя проводящие пути.

Отдельные участки серого вещества спинного мозга значительно отличаются друг от друга по составу нейронов, нервных волокон и нейроглии.
В задних рогах различают губчатый слой, желатинозное вещество, собственное ядро заднего рога и грудное ядро. Между задними и боковыми рогами серое вещество вдаётся тяжами в белое, вследствие чего образуется сетеобразное разрыхление, получившее название сетчатого образования.
Губчатый слой задних рогов характеризуется широкопетлистым глиальным остовом, в котором содержится большое количество мелких вставочных нейронов.
В желатиозном веществе преобладают глиальные элементы. Нервные клетки здесь мелкие и количество их незначительно.
Задние рога богаты диффузно расположенными вставочными клетками. Это мелкие мультиполярные ассоциативные и комиссуральные клетки, аксоны которых заканчиваются в пределах серого вещества спинного мозга той же стороны (ассоциативные клетки) или противоположной стороны (комиссуральные клетки).
Нейроны губчатой зоны, желатинозного вещества и вставочные клетки осуществляют связь между чувствительными клетками спинальных ганглиев и двигательными клетками передних рогов, замыкая местные рефлекторные дуги. В середине заднего рога располагается собственное ядро заднего рога. Оно состоит из вставочных нейронов, аксоны которых переходят через переднюю белую спайку на противоположную сторону спинного мозга в боковой канатик белого вещества, где они входят в состав вентрального спинно-мозжечкового и спинно-таламического путей и направляются в мозжечок и таламус.
Грудное ядро (ядро Кларка) состоит из крупных вставочных нейронов с сильно разветвлёнными дендритами. Их аксоны выходят в боковой канатик белого вещества той же стороны и в составе заднего спинально-мозжечкового пути (путь Флексига) поднимаются к мозжечку.
В промежуточной зоне различают медиальное промежуточное ядро, аксоны клеток которого присоединяются к переднему спинально-мозжечковому пути (пути Говерса) той же стороны, и латеральное промежуточное ядро, расположенное в боковых рогах и представляющее собой группу ассоциативных клеток симпатической рефлекторной дуги. Аксоны этих клеток покидают мозг вместе с соматическими двигательными волокнами в составе передних корешков и обособляются от них в виде белых соединительных ветвей симпатического ствола.
В передних рогах расположены самые крупные нейроны спинного мозга, которые имеют диаметр тела 100—150 мкм и образуют значительные по объёму ядра. Это так же, как и нейроны ядер боковых рогов, корешковые клетки, поскольку их аксоны составляют основную массу волокон передних корешков. В составе смешанных спинномозговых нервов они поступают на периферию и образуют моторные окончания в скелетной мускулатуре. Таким образом, эти ядра представляют собой моторные соматические центры. В передних рогах наиболее выражены медиальная и латеральная группы моторных клеток. Первая иннервирует мышцы туловища и развита хорошо на всём протяжении спинного мозга. Вторая находится в области шейного и поясничного утолщений и иннервирует мышцы конечностей.
Мотонейроны обеспечивают эфферентную информацию на скелетные поперечнополосатые мышцы, являются крупными клетками (диаметром — 100—150 мкм). В терминалах аксона имеются синаптические пузырьки с ацетилхолином, на теле нейрона и дендритах — многочисленные синапсы — до 1000 и более аксосоматических терминалов. Мотонейроны объединены в 5 групп двигательных ядер — латеральные (переднее и заднее), медиальные (переднее и заднее), центральная. В ядрах нейроны образуют колонки.
В сером веществе спинного мозга много рассеянных пучковых нейронов. Аксоны этих клеток выходят в белое вещество и сразу же делятся на более длинную восходящую и более короткую нисходящую ветви. В совокупности эти волокна образуют собственные, или основные, пучки белого вещества, непосредственно прилегающие к серому веществу. По своему ходу они дают много коллатералей, которые, как и сами ветви, заканчиваются синапсами на двигательных клетках передних рогов 4—5 смежных сегментов спинного мозга.

Ядра серого вещества спинного мозга (справа) и пластины Рекседа (слева)

#### Слои серого вещества по Рекседу
В 1952 году шведский анатом Брор Рексед (англ. Bror Rexed) предложил разделять серое вещество на десять пластин (слоёв), различающихся по структуре и функциональной значимости составляющих их элементов. Эта классификация получила широкое признание и распространение в научном мире. Пластины принято обозначать римскими цифрами.
Пластины с I по IV образуют головку дорсального рога, которая является первичной сенсорной областью.
I пластина образована многими мелкими нейронами и крупными веретеновидными клетками, лежащими параллельно самой пластине. В неё входят афференты от болевых рецепторов, а также аксоны нейронов II пластины. Выходящие отростки контралатерально (то есть перекрёстно — отростки правого заднего рога по левым канатикам и наоборот) несут информацию о болевой и температурной чувствительности в головной мозг по передним и боковым канатикам (спиноталамический тракт).
II и III пластины образованы клетками, перпендикулярными к краям пластин. Соответствуют желатинозной субстанции. Обе афферируются отростками спиноталамического тракта и передают информацию ниже. Участвуют в контроле проведения боли. II пластина также отдаёт отростки к I пластине.
IV пластина соответствует собственному ядру. Получает информацию от II и III пластин, аксоны замыкают рефлекторные дуги спинного мозга на мотонейронах и участвуют в спиноталамическом тракте.
V и VI пластины образуют шейку заднего рога. Получают афференты от мышц. VI пластина соответствует ядру Кларка. Получает афференты от мышц, сухожилий и связок, нисходящие тракты от головного мозга. Из пластины выходят два спиномозжечковых тракта:
- тракт Флешига (вариант: Флексига) (лат. tractus spinocerebellaris dorsalis) — выходит ипсилатерально (то есть в канатик своей стороны) в боковой канатик;
- тракт Говерса (лат. tractus spinocerebellaris ventralis) — выходит контралатерально в боковой канатик.

VII пластина занимает значительную часть переднего рога. Почти все нейроны этой пластины вставочные (за исключением эфферентных нейронов лат. Nucleus intermediolateralis). Получает афферентацию от мышц и сухожилий, а также множество нисходящих трактов. Аксоны идут в IX пластину.
VIII пластина расположена в вентро-медиальной части переднего рога, вокруг одной из частей IX пластины. Нейроны её участвуют в проприоспинальных связях, то есть связывают между собой разные сегменты спинного мозга.
Пластина IX не едина в пространстве, её части лежат внутри VII и VIII пластин. Она соответствует моторным ядрам, то есть является первичной моторной областью, и содержит мотонейроны, расположенные соматотопически (то есть представляет собой «карту» тела), например, мотонейроны мышц-сгибателей залегают обычно выше мотонейронов мышц-разгибателей, нейроны, иннервирующие кисть — латеральнее, чем иннервирующие предплечье, и т. д.
X пластина расположена вокруг спинального канала, и отвечает за комиссуральные (между левой и правой частями спинного мозга) и другие проприоспинальные связи.

### Белое вещество
Белое вещество окружает серое. Борозды спинного мозга разделяют его на канатики (лат. funiculi): передние, боковые и задние. Канатики представляют собой нервные тракты, связывающие спинной мозг с головным.
Самой широкой и глубокой бороздой является лат. Fissura medianus anterior (передняя срединная щель), разделяющая белое вещество между передними рогами серого вещества. Напротив неё — лат. Sulcus medianus posterior (задняя срединная борозда).
По паре латеральных борозд (лат. Sulcus lateralis posterior & anterior) идут соответственно к задним и передним рогам серого вещества.
Задний канатик разделяется (лат. Sulcus intermedia posterior), образуя два восходящих тракта: ближний к задней срединной борозде лат. Fasciculus gracilis (нежный, или тонкий пучок), и более латеральный лат. Fasciculus cuneatus (клиновидный пучок). Внутренний пучок, тонкий, поднимается с самых нижних отделов спинного мозга, клиновидный же образуется только на уровне грудного отдела.

### Спинальные нервы

Схема. Волокна в спинальном нерве (от 8-го шейного до 2—3 поясничного сегментах). Синим цветом обозначены чувствительные волокна, красным — двигательные (соматические), тёмно-зелёным — преганглионарные симпатические, светло-зелёным — постганглионарные симпатические

Передние и задние корешки сливаются в спинномозговой (спинальный) нерв.
Спинальные нервы содержат четыре функциональных компонента:
- GSA (general somatic afferent) — получают сенсорные волокна от поверхности тела;
- GVA (general vegetatic afferent) — получают сенсорные волокна от висцеральных органов;
- GSE (general somatic efferent) — иннервируют скелетную мускулатуру;
- GVE (general vegetatic efferent) — иннервируют автономные (вегетативные) ганглии.

Участки кожи, обслуживаемые различными спинномозговыми нервами, называются дерматомами.

## Рефлексы спинного мозга
Принцип работы сегментарного аппарата спинного мозга — рефлекторные дуги.
Основная схема рефлекторной дуги спинного мозга: информация от рецептора идёт по чувствительному нейрону, тот переключается на вставочный нейрон, тот, в свою очередь, на мотонейрон, который несёт информацию к эффекторному органу. Для рефлекторной дуги характерен сенсорный вход, непроизвольность, межсегментарность, моторный выход.
Примерами спинномозговых рефлексов могут служить:
- Сгибательный (флексорный) рефлекс — рефлекс защитного типа, направленный на удаление повреждающего раздражителя (отдёргивание руки от горячего).
- Рефлекс на растяжения (проприоцептивный) — предотвращающий чрезмерное растяжение мышцы. Особенностью этого рефлекса является то, что рефлекторная дуга содержит минимум элементов — мышечные веретена генерируют импульсы, которые проходят в спинной мозг и вызывают моносинаптическое возбуждение в α-мотонейронах той же мышцы.
- Сухожильный, разнообразные тонические и ритмические рефлексы.
- У четвероногих животных можно наблюдать экстензорный толчок.

## Ушибы и сотрясения спинного мозга
Причинами ушибов и сотрясений спинного мозга могут быть переломы и смещения позвонков при стремительном падении, при тяжёлых ударах по позвоночнику, огнестрельные ранения в область спинного мозга.
Патогенез. При контузиях и ранениях, ущемлениях и сдавливании спинного мозга, а также при смещении или повреждении позвонков прекращается проводимость рефлекторных импульсов к центру и периферии[страница не указана 619 дней].

## Эволюция и разнообразие
Впервые спинной мозг появляется уже у бесчерепных (ланцетник). Спинной мозг изменяется в связи с изменением сложности передвижения животных. У наземных животных с четырьмя конечностями образуются шейное и поясничное утолщение, у змей спинной мозг не имеет утолщений. У птиц за счёт расширения седалищного нерва формируется полость — ромбовидный, или люмбосакральный синус (лат. Sinus lumbosacralis). Его полость заполнена гликогеновой массой. У костистых рыб спинной мозг переходит в эндокринный орган урофиз.
Разнообразие внешних форм спинного мозга определяется функциональной нагрузкой на эту часть нервной системы. Он может быть как длинным однородным (у змеи) так и не длиннее головного мозга (у рыбы-луны). Количество сегментов тоже может различаться и доходить до 500 у некоторых змей. Распределения серого вещества меняется от группы к группе. Для миног и миксин характерно слабо дифференцированное серое вещество спинного мозга. Но у большинства позвоночных серое вещество расположено в виде классической «бабочки».

## Кровеносные сосуды спинного мозга
К спинному мозгу подходят ветви от позвоночной артерии (из подключичной артерии), глубокой шейной артерии (из реберно-шейного ствола), а также от задних межрёберных, поясничных, и латеральных крестцовых артерий. К нему прилежат три длинных продольных артериальных сосуда: передняя и две задние спинномозговые артерии. Передняя спинномозговая артерия (непарная) примыкает к передней продольной щели спинного мозга. Она образуется из двух аналогичных по названию артерий (ветвей правой и левой позвоночных артерий) в верхних отделах спинного мозга. Задняя спинномозговая артерия является парной. Каждая из артерий прилежит к задней поверхности спинного мозга возле вхождения в мозг задних корешков спинномозговых нервов. Эти три артерии продолжаются до нижнего конца спинного мозга. Передняя и две задние спинномозговые артерии соединяются между собой на поверхности спинного мозга многочисленными анастомозами и с ветвями межрёберных, поясничных и латеральных крестцовых артерий, проникающих в позвоночный канал через межпозвоночные отверстия и посылающих в вещество мозга тонкие ветви.

## Патология
- Повреждение спинного мозга называется миелопатией и может привести, в зависимости от уровня повреждения спинного мозга, к параплегии или квадриплегии.
- В случае хронической воспалительной реакции может развиться болезнь Бехтерева.
- Корешковый синдром — невралгия спинного мозга.